# Navalvillar de Ibor
Navalvillar de Ibor é um município da Espanha na província
de Cáceres,
comunidade autónoma da Estremadura, de área 54,5 km². Em 2021 tinha 393 habitantes (densidade: 7,2 hab./km²).

## Demografia
| Variação demográfica do município entre 1991 e 2004 | Variação demográfica do município entre 1991 e 2004 | Variação demográfica do município entre 1991 e 2004 | Variação demográfica do município entre 1991 e 2004 |
| --------------------------------------------------- | --------------------------------------------------- | --------------------------------------------------- | --------------------------------------------------- |
| 1991                                                | 1996                                                | 2001                                                | 2004                                                |
| 634                                                 | 573                                                 | 536                                                 | 452                                                 |